# Registro de metadatos
Un Registro de Metadatos es una ubicación central en una organización donde el contenido de Metadatos es guardado y mantenido en un método controlado.

## Uso de Registro de Metadatos
Los registros de metadatos se utilizan cuando los datos son usados consistentemente dentro de una organización o grupo de organizaciones. Ejemplos que incluyen esa situación:
- Organizaciones que transmiten datos usando estructuras como Extensible Markup Language(XML), Web Services o Intercambio electrónico de datos (EDI, siglas en inglés).

- Organizaciones que necesitan definiciones consistentes de datos a lo largo del tiempo, entre las bases de datos, entre organizaciones, o entre procesos, por ejemplo cuando una organización construye un Almacén de Datos.

- Organizaciones que están tratando de derribar "silos" de información capturadas dentro de aplicaciones o formatos de archivo propietarios.

## Características comunes de un registro de metadatos
Típicamente un registro de metadatos tiene las siguientes características:
- Ambiente protegido donde solo individuales autorizados pueden hacer cambios.
- Guarda elementos de datos que incluyen tanto semánticas como representaciones.
- Las áreas semánticas de un registro de metadatos contiene el significado de un elemento de dato con una definición precisa
- Las áreas de representaciones de un registro de metadatos muestra como un elemento es representado en un formato específico, tanto en una base de datos o en un fichero de formado estructurado (por ejemplo, Extensible Markup Language(XML)).

## Clara separación de la semántica y las limitaciones específicas del sistema
Debido a que los registros de metadatos se utilizan para almacenar tanto la semántica (el significado de un elemento de datos) y las limitaciones de los sistemas específicos (por ejemplo, la longitud máxima de un string), es importante identificar qué sistemas imponen estas restricciones y documentarlos. Por ejemplo, la longitud máxima de un string no debe cambiar el significado de un elemento de datos.
La Organización Internacional de Normalización (ISO) ha publicado estándares para los registro de metadatos llamados ISO / IEC 11179, y también ISO15000-3 y ISO15000-4 

## Estándares ISO
Hay dos estándares ISO que se conocen comúnmente como los estándares de registro de metadatos: ISO 11179 e ISO 15000-3. Hay algunos que creen que la norma ISO 11179 e ISO 15000-3 son intercambiables, o al menos de alguna manera son similares. 

### ISO/IEC 11179
ISO / IEC 11179 dice que están ligados con los metadatos "tradicionales": "Nos limitamos el alcance del término tal como se utiliza aquí en la norma ISO / IEC 11179 para la descripción de los datos - el uso más tradicional de la palabra." 
Originalmente la norma en sí misma usa el nombre de registro de "elementos de datos". En ella se describen los elementos de datos: "los elementos de datos son las unidades fundamentales de datos" y "los elementos de datos en sí contienen diversos tipos de datos que incluyen caracteres, imágenes, sonido, etc" 
También describe un registro con una analogía: "Esto es análogo a los registros mantenidos por los gobiernos para realizar un seguimiento de los vehículos. Una descripción de cada vehículo se introduce en el registro, pero no el propio vehículo.».

### ebXML
El ebXML (XML e-business) dice acerca de su repositorio y registro que es 
- "...Capaz de almacenar cualquier tipo de contenido electrónico, como documentos XML, documentos de texto, imágenes, sonido y vídeo con ...Los objetos de repositorio se almacenan en un repositorio de contenido."

También dice que es 
- "... Capaz de almacenar metadatos normalizados que se puedan utilizar para describir con más detalle los elementos del repositorio de metadatos".

También describe a sí mismo con "... esta metáfora familiar. Un registro ebXML es como su biblioteca local. El repositorio es como las estanterías de la biblioteca. Los elementos del repositorio en el repositorio son como libros en las estanterías".Se llega a decir "El registro es como el catálogo de tarjetas.. Un Objeto de registro es como una tarjeta en un catálogo de tarjetas.

## Funciones de registro de metadatos
Un registro de metadatos es en general establecido y administrado por un arquitecto de datos de una organización o equipo de modelado de datos. 
Los elementos de datos se asignan normalmente a un administrador de datos o equipos de administración de datos que son responsables del mantenimiento de los elementos de datos .

## Flujo de trabajo de un elemento de Metadatos
Un registro de metadatos tiene normalmente una manera formal de presentacíon de un elemento , aprobación y publicación de la aprobación. Cada elemento debe que ser aceptado por un equipo de administración de datos y revisado antes de publicarlo. Después de la publicación , se deben utilizar los procesos de control de cambios.

## Navegación, búsqueda y publicación de metadatos
Los registros de metadatos son normalmente largas y complejas estructuras y requieren herramientas de navegación, visualización y búsqueda. El uso de herramientas de visualización jerárquica son normalmente una parte esencial de un registro de metadatos. La publicación de metadatos consiste en hacer que la definición y estructura de un elemento de datos sea disponible para personas y otros sistemas.

## Ejemplos de registros de metadatos públicos(En Inglés)
- Agency for Healthcare Research and Quality- United States Health Information Knowledgebase (USHIK)
- Apelon Medical Registry
- Australian Institute of Health and Welfare
- Dublin Core Metadata Registry
- Knowledge Network for Biocomplexity
- Cancer Data Standards Repository
- Global Justice XML Data Model (GJXDM)
- Minnesota Department of Education Metadata Registry (K-12 Data)
- National Information Exchange Model
- NIST ebXML Registry for HL7 / HIMSS / IHE
- Open Metadata Registry (formerly the National Science Digital Library (NSDL) Metadata Registry)
- US Department of Defense Metadata Registry (requires sponsored registration)
- US Environmental Protection Agency - Environmental Data Registry